# Bob O’Farrell
Bob O’Farrell, właśc. Robert Arthur O’Farrell (ur. 19 października 1896, zm. 20 lutego 1988) – amerykański baseballista, który występował na pozycji łapacza w Major League Baseball przez 21 sezonów.
Zawodową karierę rozpoczynał w Chicago Cubs. W 1918 wystąpił w World Series, w którym Cubs ulegli Boston Red Sox w sześciu meczach. W maju 1925 w ramach wymiany przeszedł do St. Louis Cardinals.
W 1926 roku, w siódmym meczu w World Series przeciwko New York Yankees, wykonał decydujący, kończący mecz rzut do drugobazowego Rogersa Hornsby’ego, który wyautował Babe'a Rutha przy próbie skradzenia bazy. W tym samym sezonie został wybrany najbardziej wartościowym zawodnikiem. W 1927 zastąpił na stanowisku grającego menadżera Hornsby’ego, który odszedł do New York Giants.
Występował potem jeszcze w New York Giants, Chicago Cubs, Cincinnati Reds oraz ponownie w Cardinals. Po zakończeniu kariery był między innymi menadżerem Cincinnati Reds.

## Nagrody i wyróżnienia
- MVP National League (1926)[5]
- Zwycięzca w World Series (1926)[4]